# Doreen’s Jazz New Orleans

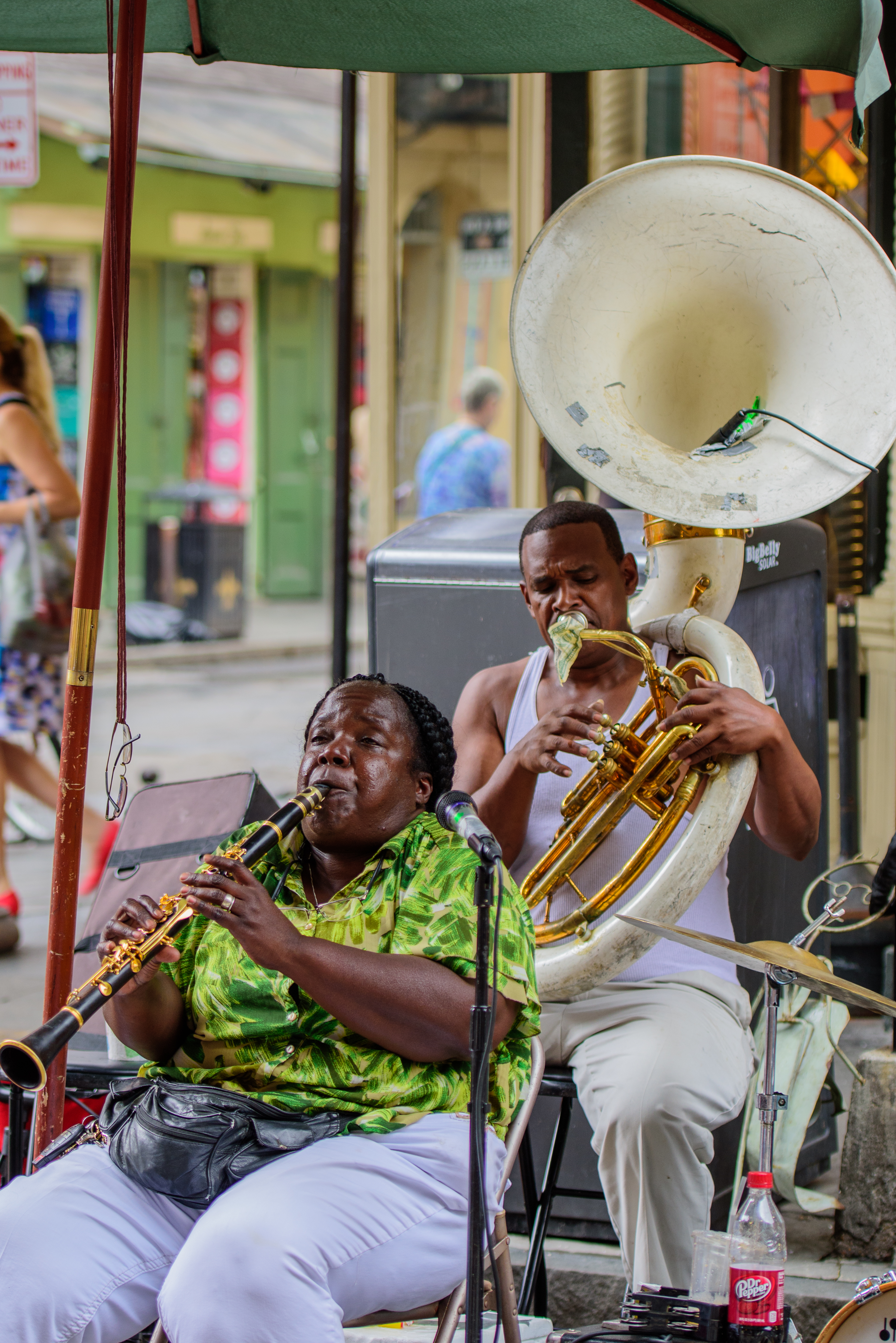
Lawrence Ketchens (hinter seiner Frau Doreen) im French Quarter von New Orleans (2016)

Doreen’s Jazz New Orleans ist eine US-amerikanische Jazzband, gegründet von Doreen Ketchens (* 1966) und Lawrence Henry Ketchens II (* 1963; † 31. Januar 2025), die in der Musikszene von New Orleans bekannt ist.

## Geschichte der Band
Lawrence Ketchens absolvierte ein Musikstudium an der Loyola University New Orleans. Dabei lernte er seine Frau Doreen kennen, die klassische Klarinette studierte und ihr Studium an der University of Hartford fortsetzte. 1987 gründeten die beiden ihre New-Orleans-Jazz-Band Doreen’s Jazz New Orleans. Zunächst spielten sie auf Partys in Connecticut. Zurück in New Orleans traten sie als Straßenmusiker im French Quarter auf. Dort erlangte die Band schnell Popularität beim Publikum. Sie tourten häufig und spielten in Afrika und Thailand sowie auf allen europäischen Festivals. Die Band trat für vier US-Präsidenten auf, Jimmy Carter, Ronald Reagan, George H. W. Bush und Bill Clinton.
Lawrence Ketchens, der in Musik am Five Towns College promovierte, war als Jazzmusiker Autodidakt und nutzte seine klassische Vielseitigkeit, um einen originellen Tubastil zu entwickeln. Als Multiinstrumentalist war er hauptsächlich auf Tuba und Posaune zu hören, spielte aber auch Schlagzeug und Klavier. Er war der Erste, der Sousaphon und Schlagzeug gleichzeitig spielte. Während seine Frau Doreen mit ihrer Klarinette im Mittelpunkt stand, steuerte Lawrence Ketchens einen gleichmäßigen Rhythmus und intensive Soli zu ihrer Musik bei und arrangierte und produzierte ihre Shows sowie die von ihnen geleiteten „Music in the Schools“-Workshops. In den letzten Jahre spielte die gemeinsame Tochter Dorian Ketchens-Dixon in der Band Schlagzeug.
Im Laufe der Jahrzehnte veröffentlichte Doreen’s Jazz New Orleans über 30 Alben, drei DVDs und verbreitete ihre Botschaft mit Videos. Auf ihren Alben spielten sie vorwiegend Pop- und Jazzstandards wie „Alexander’s Ragtime Band“, „Don’t Get Around Much Anymore“, „Ice Cream“, „Jambalaya“, „Limehouse Blues“, „Route 66“, „St. Louis Blues“  „Struttin’ with Some Barbecue“, „Summertime“, „Tiger Rag“ und „When the Saints Go Marching In“. Die Band trat in der HBO-Serie Treme und in Drunk History von Comedy Central sowie in Late-Night- und Morning-Shows auf. Doreen’s Jazz New Orleans arbeiteten mit mehreren Generationen von New-Orleans-Größen zusammen, von Danny Barker, Al Hirt und Pete Fountain bis hin zu Trombone Shorty und traten auch im Kennedy Center und beim New Orleans Jazz and Heritage Festival auf.
Des Weiteren waren Lawrence und Doreen Ketchens am Soundtrack von Mike Mills’ Filmdrama Come on, Come on (2021) beteiligt. Doreen Ketchens wirkte außerdem an den Filmen Temptation: Confessions of a Marriage Counselor (2013) und Ma Rainey’s Black Bottom (2020) mit.
Lawrence Ketchens war eine beliebte Persönlichkeit in New Orleans und galt zusammen mit seiner Frau Doreen als ein Botschafter der Musik der Stadt – sowohl bei Touristen auf der Straße als auch bei Fans auf der ganzen Welt. Er starb in den Morgenstunden des 31. Januar 2025. Am 14. Februar 2025, dem Valentinstag, ehrten ihn Dutzende von Musikern mit einer Jazz-Beerdigung.

## Diskographische Hinweise

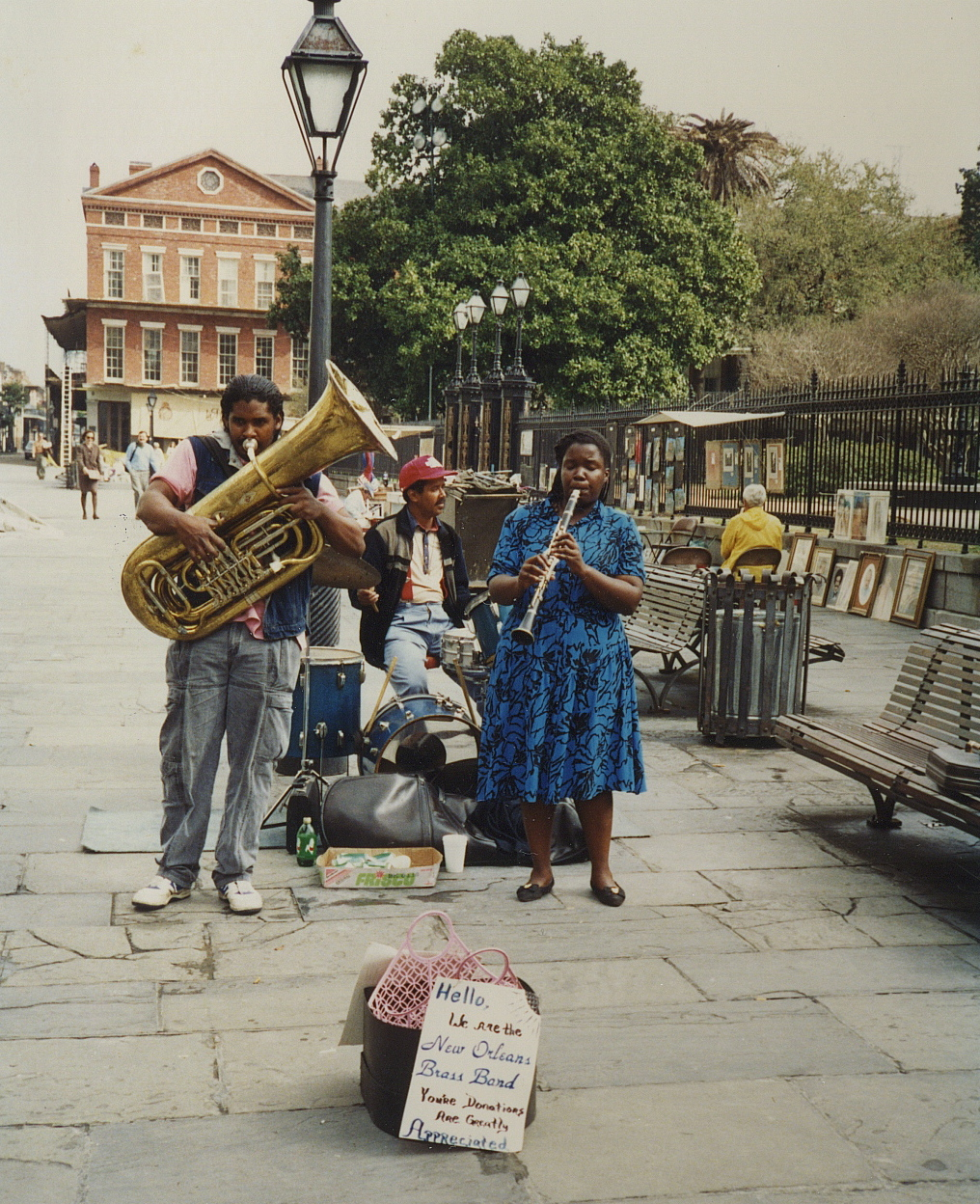
Doreen’s Jazz New Orleans mit Lawrence (links) und Doreen Ketchens (rechts) auf dem Jackson Square in New Orleans (1990er Jahre)

- Doreen’s Jazz New Orleans: Taipei '94 (Djno Records, 1994)
- Doreen’s Jazz New Orleans Volume IX / 2 for 2000 (Djno, 1999)
- Doreen’s Jazz New Orleans – Jackson Square Jam! Vol XII (Djno, 2001)
- Doreen’s Jazz New Orleans Vol. XVII - Finally! Part 2 (2006)
- Doreen’s Jazz New Orleans Volume XII (Djno, 2014)
- Doreen’s Jazz New Orleans: Vol. XXVI : Our View, Our Music (2018)